# Garísoain
Garísoain es un concejo y localidad española del municipio de Guesálaz, perteneciente a la Comunidad Foral de Navarra.

## Toponimia
El lugar se conoce en euskera como Garisoain.

## Geografía
La localidad se encuentra en la merindad de Estella, en la comarca de Estella Oriental.

## Historia
Hacia mediados del siglo XIX, el lugar, ya por entonces perteneciente a Guesálaz, tenía contabilizada una población de 315 habitantes. Aparece descrito en el octavo volumen del Diccionario geográfico-estadístico-histórico de España y sus posesiones de Ultramar de Pascual Madoz con las siguientes palabras:

GARISOAIN: l. del ayunt. y valle de Guesalaz en la prov. y c. g. de Navarra, aud. terr. y dióc. de Pamplona (5 leg.), part. jud. de Estella (2 1/2). sit. sobre una pequeña colina combatida de todos los vientos, con clima templado, se padecen inflamaciones. Tiene 56 casas que forman 3 calles y 2 plazas, municipal, escuela de primera educacion frecuentada por 40 alumnos y dotada con 800 rs.; una fuente de buenas aguas; igl. parr. (la Nativdad de Ntra. Sra.) servida por un abad y un beneficiado; cementerio en paraje ventilado, dos ermitas (Ntra. Sra. del Pilar y San Ciriaco). Confina el térm. N. y E. Muzqui; S. Cirauqui, y O. Irurce. El terreno es escabroso, de mediana calidad, con un monte cubierto de robles, y dos arroyos que se forman de sus vertientes. Los caminos son locales, en mediano estado. El correo se recibe de Estella por balijero. prod.: vino, trigo, cebada, avena, escandia, aceite y otras especies: cria de ganado vacuno, lanar, cabrio, cerdal y mular. ind.: un molino de aceite. pobl.: 58 vecinos, 315 almas. contr.: con el valle. (V.)
(Madoz, 1847, p. 317)

En 2023, la entidad singular de población tenía empadronados 29 habitantes y el núcleo de población, también 29.

## Patrimonio

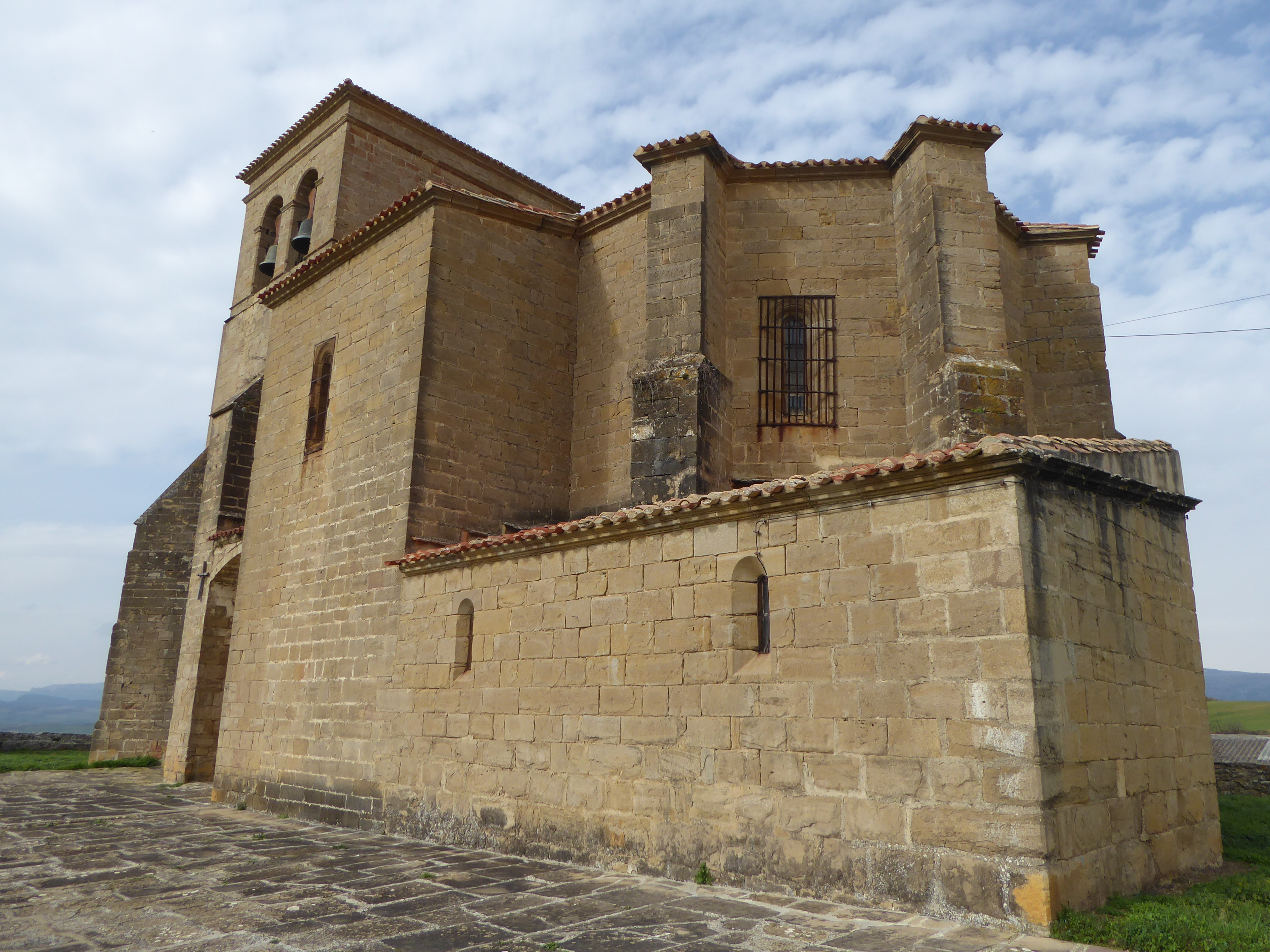
La iglesia de la Natividad de Nuestra Señora

Hay en la localidad una iglesia de la Natividad de Nuestra Señora.